# Mus vulcani
Mus vulcani é uma espécie de roedor da família Muridae.
É endêmica da Indonésia, onde pode ser encontrada na ilha de Java.